# Cheltonia
Cheltonia es un género extinto de amonites del Alto Sinemuriense, subetapa del Jurásico Inferior de Europa, África, y América.[cita requerida] Probablemente sea una microconcha del género Oxynoticeras.

## Descripción
Los amonites pertenecientes a este género tenían una pequeña cáscara platicónica, en la que se había enrollado excéntricamente el último verticilo. El rostrum ventral puede ir precedido de 3 a 5 gateos. El ombligo ocupaba alrededor del 30-40 % del diámetro. Las costillas eran falcoides y débiles. La sutura era la misma que en el caso de las Oxynoticeras jóvenes.